# Alen Hodžić
Alen Hodžić (Capodistria, 11 agosto 1992) è un cestista sloveno.

## Palmarès
- Campionato sloveno: 2

Primorska: 2018-19
Cedevita Olimpija: 2020-21
- Coppa di Slovenia: 4

Primorska: 2018, 2019, 2020
Cedevita Olimpija: 2022
- Supercoppa slovena: 4

Primorska: 2018, 2019
Cedevita Olimpija: 2020, 2021